# Rodney Rogers
Rodney Ray Rogers (ur. 20 czerwca 1971 w Durham) – amerykański koszykarz, występujący na pozycji niskiego skrzydłowego, laureat nagrody dla najlepszego rezerwowego sezonu.
W 1990 wystąpił w meczu gwiazd amerykańskich szkół średnich - McDonald’s All-American.
W sezonie 1994/1995 grał w zastępstwie za kontuzjowanego LaPhonso Ellisa.

## Osiągnięcia
Na podstawie, o ile nie zaznaczono inaczej.
NCAA
- Uczestnik rozgrywek:
  - Sweet 16 turnieju NCAA (1993)
  - II rundy turnieju NCAA (1991, 1993)
  - turnieju NCAA (1991–1993)
- Zawodnik Roku Konferencji Atlantic Coast (1993)[5]
- Najlepszy pierwszoroczny zawodnik:
  - NCAA według USBWA (1991)[6]
  - konferencji ACC (1991)[7]
- Wybrany do:
  - I składu ACC (1992, 1993)
  - II składu:
    - All-American (1993)[8]
    - turnieju ACC (1992)
    - ACC (1991)

NBA
- Finalista NBA (2003)[9]
- Najlepszy rezerwowy sezonu (2000)[1]

Reprezentacja
- Mistrz Uniwersjady (1991)[10]